# Бона Деа
Блага́я боги́ня (лат. Bona Dea) — в римской мифологии богиня плодородия, здоровья и невинности, богиня женщин. Изображения Благой богини преимущественно представляют собой женщину с рогом изобилия в одной руке и чашей со змеёй в другой. Изначально её культ проник в Рим после завоевания Тарента в III столетии до н. э. Её имя было табуировано, в связи с чем ещё у античных писателей возникали различные предположения относительно того, кем она является на самом деле. Учитывая особенности её культа, Благую богиню преимущественно отождествляют с дочерью Фавна Фавной.
Главный её храм располагался на склоне Авентинского холма. Благая богиня почиталась как знатью, так и низшими слоями древнеримского общества. Ежегодно 1 мая и в начале декабря в её честь совершались таинства, на которые допускались исключительно замужние женщины и весталки. В мае их проводили в храме, а в декабре — в доме одного из высших должностных лиц (консула или претора). На время проведения мистерий мужчины удалялись из дома. Оценка мистерий в «Сатирах» Ювенала, описывающих событие как развратную оргию, не находит признания у современных антиковедов.
С таинством Благой богини 62 года до н. э. связано событие, ставшее поводом для развода Гая Юлия Цезаря со своей второй женой Помпеей Суллой.

## Функции
Благая богиня обладала даром прорицания. Изначально была богиней плодородия. В её функцию входило увеличение поголовья скота. Со временем её «возможности» распространили и на людей, и новые функции в конечном итоге вытеснили «сельскохозяйственную» природу богини. Имя «Фавна» стало табуированным, и его заменили на «Благую богиню». Она, согласно представлениям древних римлян, помогала женщинам обрести или увеличить потомство. Также богиня обладала возможностью исцелять различные недуги.
Когда произнесение её имени стало запретным, то среди римлян возникло множество предположений относительно того, кем на самом деле является «Благая богиня». Они собраны в «Сатурналиях» Макробия. Согласно данному античному писателю, её могли отождествлять с Фавной, Опой, Фатуей, Майей, Медеей, Семелой, Гекатой и даже Юноной.
Как бы то ни было, мистерии в честь Благой богини, а также особенности благоустройства храма, во многом повторяли миф о дочери Фавна Фавне, которая превратилась в змею, дабы избежать кровосмесительной связи с отцом. Согласно Макробию, Фавн принуждал её к инцесту, пытаясь споить и избивая миртовыми палками.

## Храмы Благой богини
Храм Благой богини в Риме располагался на северо-восточной части Авентинского холма рядом с Большим цирком на месте современной базилики святой Бальбины. Культ Благой богини пришёл из завоёванного Римом в 272 году до н. э. Тарента, где она почиталась под именем Дамии. Вскоре после присоединения города к Римской республике предположительно и построили посвящённое ей святилище. Храм был как минимум дважды отреставрирован — супругой Октавиана Августа Ливией и императором Адрианом (117—138). Последнее упоминание о нём в античных источниках датируется IV столетием нашей эры.
Современникам ничего не известно о строении храма. Согласно Макробию, в нём хранился большой запас лекарственных трав. Территория вокруг храма служила прибежищем змеям, поскольку их, как связанных с культом богини, там никто не уничтожал.
Вход на территорию храма был доступен только женщинам и категорически запрещён мужчинам.
Большинство провинциальных святилищ и храмов Благой богини разрушились. Их предполагаемое время постройки свидетельствует о распространении культа в начале существования Римской империи. Храмы в честь Благой богини существовали в Аквилее, Остии, Портусе и других городах. Их руины позволяют делать вывод о наличии стены, которая не давала возможности увидеть, что происходило на территории храма. Ряд комнат, по всей видимости, использовали в качестве диспансеров. До IV столетия нашей эры они также выполняли функцию культовых лечебных центров.

## Почитание
Официально на праздниках в честь Благой богини разрешалось присутствовать лишь патрицианкам и весталкам. Однако это не означало, что её не боготворили и нижние классы общества. В целом вольноотпущенникам было запрещено занимать должности жрецов, а также участвовать в богослужениях традиционным римским божествам. Исключение сделали только для Благой богини. Согласно сохранившимся античным надписям, вольноотпущенницы могли стать даже священнослужительницами культа Благой богини, а сама она пользовалась большой популярностью среди рабов.
Эпитетами Благой богини являлись «полевая», «кормилица», «целительница», покровительница сельской общины — «Pagana», «могучая», «светоносная», «царица». Ей иногда посвящали рощи, часовни с очагами, а также зеркала, как орудия колдовства.
Праздники, посвящённые богине, происходили дважды в год — 1 мая и в начале декабря.

### День пробуждения богини
1 мая — день пробуждения богини, который праздновался в её храме среди цветов и праздничного веселья. Римлянки, независимо от положения в обществе, собирались на мистерии, которые начинались на рассвете и заканчивались в сумерках. Во время празднеств они должны были пить в больших количествах «молоко» богини, подаваемое в «медовых горшочках». На самом деле это было не что иное, как крепкое молодое вино в специальных серебряных сосудах. Несмотря на употребление вина в больших количествах, на празднике было запрещено употреблять слово «вино», а также использовать ветви мирта, что перекликается с мифом о Фавне.

### Декабрьское таинство Благой богини
Второй праздник богини праздновался менее пышно, однако не был от этого менее торжественным и даже считался более важным и значимым. Отмечался он в начале декабря. Наиболее знатные замужние римлянки и весталки собирались в украшенном виноградными листьями доме одного из высших должностных лиц (консула или претора). Мужчины покидали дом. «Изгнанию» подвергались даже домашние животные мужского пола, а фрески и статуи, изображавшие мужчин, завешивались тканью. Таинством руководили весталки и хозяйка дома. Женщины настолько свято хранили тайну того, что происходило в эту ночь, что у современников отсутствует понимание сути происходившего. Известно лишь, что церемониальный шатёр, в который «укладывали спать» богиню, украшался виноградными лозами. Из храма специально доставляли статую Благой богини. В сопровождении музыки и пения гимнов совершалось жертвоприношение свиноматки.
Описание таинств Благой богини содержатся в произведениях двух современников — Ювенала (60—127) и Плутарха (46—127). В «Сатирах» Ювенала автор представил их как оргию, с самыми различными сексуальными извращениями, в то время как Плутарх более сдержан в описаниях таинств Благой богини. Цицерон в своей речи «Об ответах гаруспиков» (лат. de Haruspicum Responsis) указывает, что до скандала с Публием Клодием Пульхром в 62 году до н. э. не было случая, когда бы на священнодействии в честь Благой богини присутствовал мужчина. Исходя из этого, современные антиковеды делают вывод, что, вероятно, женщины во время отправления культа иногда и предавались сексуальным излишествам, однако сам культ не имеет никакого отношения к разврату. Слова Ювенала следует воспринимать с осторожностью, так как утверждение его современника Плутарха «Торжественные жертвы ей приносятся ежегодно в доме консула его супругою или матерью при участии дев-весталок» предполагает высоконравственный характер праздника.

## Изображения
В ряде случаев, преимущественно в частных святилищах, посвящённых Благой богине, её изображали змеёй. Этих рептилий древние римляне наделяли защитными и целебными свойствами, также они были символом плодородия. В связи с этим они также имели отношение к культам Эскулапа, Деметры и Цереры. Некоторые римляне даже держали в доме безобидных неядовитых змей в качестве домашних животных.
Классическим образом богини являлась женщина на троне в хитоне или мантии. В левой руке она держит рог изобилия, в то время как в правой — чашу, из которой кормится обвитая вокруг руки змея. Эта комбинация змеи и рога изобилия уникальна для Благой богини и даёт возможность точно её идентифицировать.

## Известные события на таинствах Благой богини
У Плутарха имеется описание двух событий на декабрьских таинствах Благой богини, которые имели историческое значение. В 63 году до н. э. оно происходило в доме действующего консула Цицерона. Когда огонь на жертвенном алтаре погас, то из истлевших углей вырвалось настолько яркое пламя, что присутствовавшие в страхе разбежались. Весталки истолковали событие как знак того, что супруга Цицерона, Теренция, обязана обратиться к мужу с требованием исполнить задуманное ради спасения государства. Цицерон в данное время пребывал в нерешительности относительно того, как поступить с участниками заговора Катилины. На следующий день после заседания сената он передал заговорщиков палачу.
На следующий год таинство совершали в доме Гая Юлия Цезаря. В дом, переодевшись в наряд арфистки, проник Публий Клодий Пульхр. Предположительно, молодой человек влюбился в жену хозяина дома Помпею Суллу. Вскоре он был разоблачён служанкой матери Юлия Цезаря. Скандал потребовал специального расследования сената в связи с оскорблением святынь.
Пользуясь своими связями и популярностью в народе, Публий Клодий Пульхр избежал наказания. Цезарь также его не преследовал. Однако вскоре будущий диктатор развёлся с супругой, хотя никакой измены не было. Согласно Плутарху, когда его вызвали на суд, он сказал, что «на мою жену не должна падать даже тень подозрения».

### Античные источники
- Аппиан. Римская история. Книга XIV. Гражданские войны (Книга II) // Римские войны. — СПб.: Алетейя, 1994.
- Макробий. Сатурналии / пер. с лат. и греч., прим. и словарь В. Т. Звиревича. — Екатеринбург: Изд-во Урал. ун-та, 2009. — 372 с. — ISBN 978-5-7996-0491-2.
- Плутарх. Римские вопросы // Застольные беседы / Перевод М. Л. Гаспарова (вопр. 1, 2, 4, 9, 14, 15, 28, 34, 39), Н. В. Брагинской (всё остальное). Комментарий Н. В. Брагинской. — Л.: Наука, 1990. — 592 с. — ISBN 5-02-027967-6.
- Плутарх. Цезарь // Сравнительные жизнеописания в двух томах / Перевод С. П. Маркиша, обработка перевода для настоящего переиздания — С. С. Аверинцева, переработка комментария — М. Л. Гаспарова. — М.: Наука, 1994. — Т. II.
- Плутарх. Цицерон // Сравнительные жизнеописания в двух томах / Перевод С. П. Маркиша, обработка перевода для настоящего переиздания — С. С. Аверинцева, переработка комментария — М. Л. Гаспарова. — М.: Наука, 1994. — Т. II.
- Гай Светоний Транквилл. Божественный Юлий // Жизнь двенадцати цезарей / Перевод М. Л. Гаспарова. Издание подготовили М. Л. Гаспаров, Е. М. Штаерман. Отв. ред. С. Л. Утченко. Ред. изд-ва Н. А. Алпатова. — М.: Наука, 1993.
- Марк Туллий Цицерон. Речь об ответах гаруспиков // Речи в двух томах / Перевод В. О. Горенштейна. — М.: Издательство Академии наук СССР, 1962. — Т. II.
- Ювенал. Книга II. Сатира шестая // Сатиры / Перевод Д. С. Недовича и Ф. А. Петровского, вступ. ст. А. И. Белецкого. — М.; Л.: Academia, 1937.